# Transcendental (To-Mera)
Transcendental è il primo album in studio del gruppo musicale britannico To-Mera, pubblicato nel 2006.

## Tracce
1. Traces - 3:13
2. Blood - 5:36
3. Dreadful Angel - 6:52
4. Phantoms - 7:18
5. Born of Ashes - 7:04
6. Parfum - 6:32
7. Obscure Oblivion - 6:17
8. Realm of Dreams - 9:44

## Formazione
- Julie Kiss - voce
- Thomas MacLean - chitarra
- Lee Barrett - basso
- Hugo Sheppard - tastiera
- Akos Pirisi - batteria